# Anderstjärnen (Norrbärke socken, Dalarna)
Anderstjärnen är en sjö i Smedjebackens kommun i Dalarna och ingår i Norrströms huvudavrinningsområde.